# Iglesia de Santa María (Ateca)
La iglesia de Santa María es un templo parroquial católico de la localidad zaragozana de Ateca de estilo mudéjar aragonés. Es sede del Arciprestazgo del Alto Jalón de la diócesis de Tarazona. Es sede de la patrona de la localidad, la Virgen de la Peana, y Monumento nacional.

## Descripción

### El templo
Se trata de una iglesia fortificada mudéjar del siglo XIII, construida en ladrillo, de una sola nave con ábside eptagonal sobre la que a lo largo de los siglos se han ido haciendo distintos añadidos.
Se conservan originales dos capillas junto al presbiterio, la de los Ciria y la de los Ramírez y de época posterior son las cuatro capillas posteriores, dos a cada lado.
Especial mención merecen la capilla de la Virgen de la Peana, cuya talla es del siglo XVI, mientras que la capilla es barroca, con un templete para la Virgen de comienzos del siglo XX. En esta capilla se conservan dos lienzos de grandes dimensiones referentes a la Virgen de la Peana, del siglo XVIII y frente a esta se encuentra, la de La Soledad, recientemente restauradas ambas, teniendo esta última un ejemplo de arquitectura efímera barroca española con el monumento de Semana Santa, toda una maravilla de lienzos pintados que hacen creer al espectador que se halla ante un ejemplo de arquitectura real y que sin embargo no dejan de ser lienzos pintados con distintas tramoyas y telones que se pueden subir y bajar a voluntad. En esta capilla, bajo la imagen de la Virgen de la Soledad se haya dentro de una urna de cristal la imagen del "Cristo de la Cuna" principal paso procesional de la Semana Santa en Ateca y que fue tallado por el escultor Bernardino Vililla hacia el 1661. En su origen esta talla fue una imagen articulada para poder representar el descendimiento de la cruz hasta que se perdió esta representación y se le fijaron con clavos los brazos al cuerpo dejándolo como imagen yacente. A continuación de la capilla de La Soledad en el lateral norte de la iglesia está la capilla de la Virgen del Pilar con un retablo del siglo XVII y frente a esta la capilla del Niño Jesús, junto a la que se encuentra la subida al campanario.
El último tramo de la nave, (s. XVI) donde se ubica el coro es un añadido posterior a la fábrica principal de la iglesia y que de cara al exterior se haya fuertemente fortificado, estando construido, a diferencia del resto de la iglesia en piedra caliza y con una galería con arcos apuntados en su parte superior. En el lateral norte de la iglesia existe una torre que probablemente data del siglo XIV de la época de la guerra de los dos pedros y que cierra la capilla de la Virgen del Pilar.
De finales del siglo XVIII la iglesia cuenta con un órgano neoclásico construido en el taller del famoso maestro organero Fernando Molero yerno de Julián de la Orden entre 1798 y 1802, de excelente sonoridad que se encuentra restaurado en su totalidad y que se encuentra situado en el coro a los pie de la nave central. Cuenta con una excelente trompetería de batalla. Bajo el órgano se halla la pila bautismal.
Del retablo mayor dedicado a la Asunción de María, del siglo XVII, realizado entre los años 1650 y 1657 por Martín de la Almunia y Bernardo Ibáñez y policromado por Juan de Lobera y sus hijos Jusepe y Francisco, se ha retirado la imagen central de la Virgen que procedía del Monasterio de Santa María de Huerta, del siglo XVIII por la que tenía originalmente y que se conservaba en la sacristía. En la restauración de 2012 se encontraron en esta iglesia las pinturas mudéjares más antiguas de Aragón.
Sobre el coro se conserva un cristo gótico policromado de finales del siglo XIV de tres clavos y sin excesiva profusión de sangre de excelente factura. La cruz tiene los extremos rematados a modo de
palas, en las que pudo haber cuatro figuras humanas o escenas de la Pasión, que han desaparecido. La cruz está adornada con una especie de espinas a modo del árbol de la vida y en los orígenes de la iglesia se encontraría presidiendo el templo.
Dignos de mención son también los retablos de Santa Quiteria, de 1574 y el de la Anunciación, de finales del siglo XVI, algunos objetos de orfebrería, un frontal de mesa de Altar y Terno de terciopelo rojo, del siglo XVI.

### Torre
Su torre campanario situada en la fachada sur, por sus especiales características, merece una mención aparte.
Todo el conjunto fue declarado Bien de Interés Cultural en la categoría de Monumento por Real Decreto el 12 de enero de 1983.